# Wezemaal

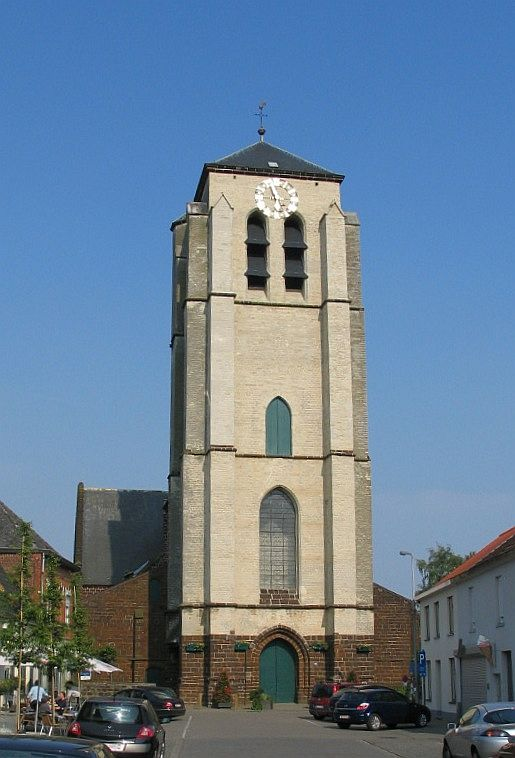
De Sint-Martinuskerk

Wezemaal is een deelgemeente van de Belgische gemeente Rotselaar in de provincie Vlaams-Brabant,  gelegen in het Hageland. Wezemaal was een zelfstandige gemeente tot aan de gemeentelijke herindeling van 1977.

## Historisch
Wezemaal werd voor het eerst vernoemd in 1044, en wel als Wisemale. 

### Kerkelijke geschiedenis
Wezemaal werd voor het eerst vermeld in 1044, toen het Sint-Bartholomeuskapittel van Luik van bisschop Wazo een deel van de rechten op de kerk van Wezemaal in handen kreeg. De Luikse kanunniken behielden een deel van het patronaatsrecht tot in 1232, toen zij hun deel overmaakten aan de abdij van Averbode. Kort tevoren had Arnold II, heer van Wezemaal, de kerk van Wezemaal met zijn deel in het patronaatsrecht en de tienden aan dezelfde abdij geschonken. De overdracht aan Averbode hield in dat de abdij niet minder dan vier priesters zou aanstellen in de parochie: drie voor de bediening van de kerk, en een voor de slotkapel van de heren van Wezemaal. Later zou dat aantal beperkt blijven tot drie, of zelfs minder, in perioden waarin de abdij het zelf moeilijk had.
In de 15de eeuw groeide Wezemaal uit tot het belangrijkste bedevaartsoord van Sint-Job in de Nederlanden. De bedevaart bereikte een hoogtepunt tussen 1496 en ca. 1520, als gevolg van de grote syfilisepidemie die Europa vanaf 1496 teisterde. Rond 1515 trokken minstens 23.000 bedevaarders naar Wezemaal. Van de duizenden metalen pelgrimsinsignes die in de kerk aan pelgrims werden verkocht zijn exemplaren teruggevonden in Nederland en Engeland (Canterbury).

### Wereldlijke geschiedenis
De heren van Wezemaal waren tijdens de 13e eeuw belangrijke ministerialen van de hertogen van Brabant. Zij bekleedden de erfelijke functie van maarschalk van Brabant, wat inhield dat zij instonden voor de bevoorrading van het hertogelijke leger in tijden van oorlog.
Wezemaal bleef lang in conflict over zijn grenzen met Rotselaar, tot in 1573 de grens werd getrokken die in grote lijnen stand hield tot aan de  fusie in 1977 met Rotselaar.
De heerlijkheid Wezemaal viel juridisch onder de meierij van Lubbeek (in het kwartier van Leuven van het hertogdom Brabant). Deze situatie veranderde in 1796, na de Franse invasie, toen Wezemaal een zelfstandige gemeente werd in het kanton Aarschot van het Dijledepartement.
Wezemaal verkocht in 1898 het gehucht Dunbergen, een langgerekt stuk grond, aan Kortrijk-Dutsel. Met de opbrengst werd de bouw van het gemeentehuis bekostigd, dat in dat jaar werd voltooid.

## Bezienswaardigheden
- De Sint-Martinuskerk, waarvan de roestbruine ijzerzandsteen, afkomstig van de vlakbijgelegen Wijngaardberg in schril contrast staat met de in 1475 voltooide toren in witte zandsteen uit Steenokkerzeel.
- De omgrachte pastorie uit 1624, met poorttoren uit 1638 en 17de-eeuws bakhuis, uitgebreid in 1685 (jaartal) en later.
- Een grenspaal uit 1573, nog in situ op de plek waar hij in dat jaar op de grens met Rotselaar werd neergezet.
- Een monumentaal Heilig-Hartbeeld op de westelijke flank van de Wijngaardberg
- De Wijnmuur op de Wijngaardberg
- De Uithemmolen, een watermolen op de Winge

## Natuur en landschap
Ten oosten van Wezemaal liggen een vijftal vrijwel evenwijdige heuvelruggen, gevormd als getuigenheuvels. Aan de westzijde vertonen zij een steile helling, aan de oostzijde lopen zij meer geleidelijk af. Van noordwest naar zuidoost betreft het: de Heikantberg (60 meter), de Middelberg (53 meter) met daarachter de kleinere Liedeberg of Eikelberg, de Wijngaardberg (65 meter) en de Beninksberg (70 meter). De Heikantberg en de Middelberg werden grotendeels verkaveld, de Wijngaardberg en de Beninksberg zijn veel minder aangetast en worden beschermd als natuurgebied. In deze heuvels werden in het verleden onder meer ijzerzandsteengroeven uitgebaat.
Ten zuiden van Wezemaal ligt een vallei op ongeveer 20 meter hoogte en daarin stroomt onder meer de Grote Losting. Ook loopt hier de Sint-Jobsweg die door bedevaartgangers op weg naar Wezemaal werd gevolgd.
Ten westen van Wezemaal loopt de Winge.
Naar het zuiden toe gaat het landschap over in het Hageland.

## Demografische ontwikkeling
- Bronnen:NIS, Opm:1831 tot en met 1970=volkstellingen; 1976 = inwoneraantal op 31 december

## Galerij

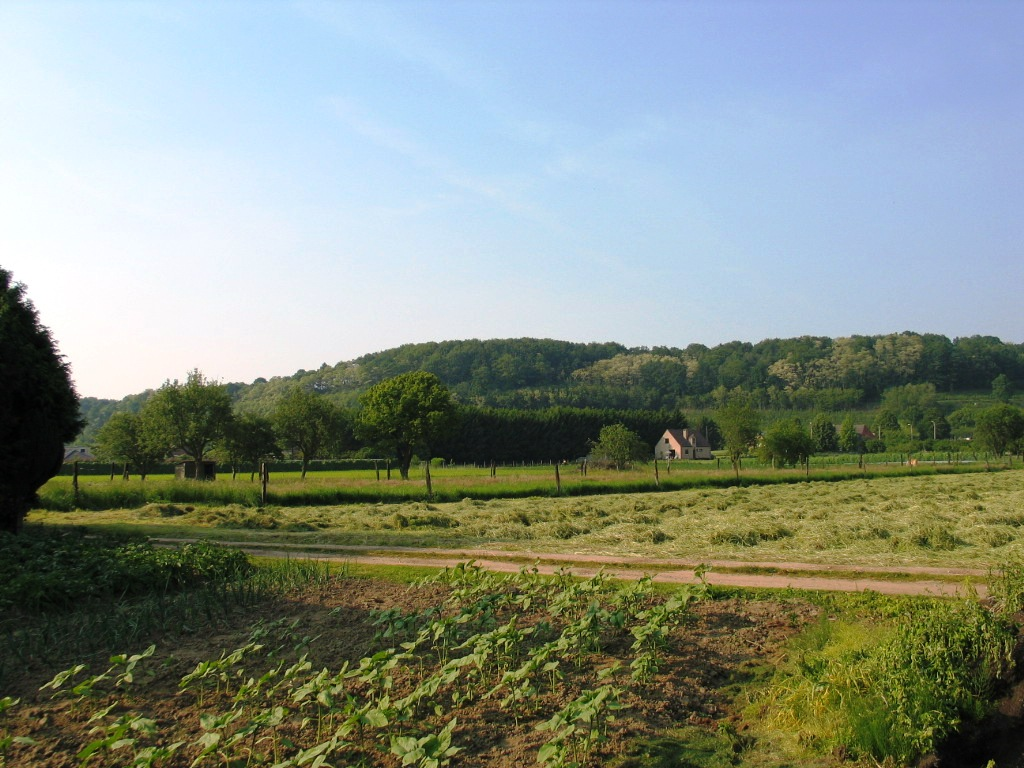
De Wijngaardberg
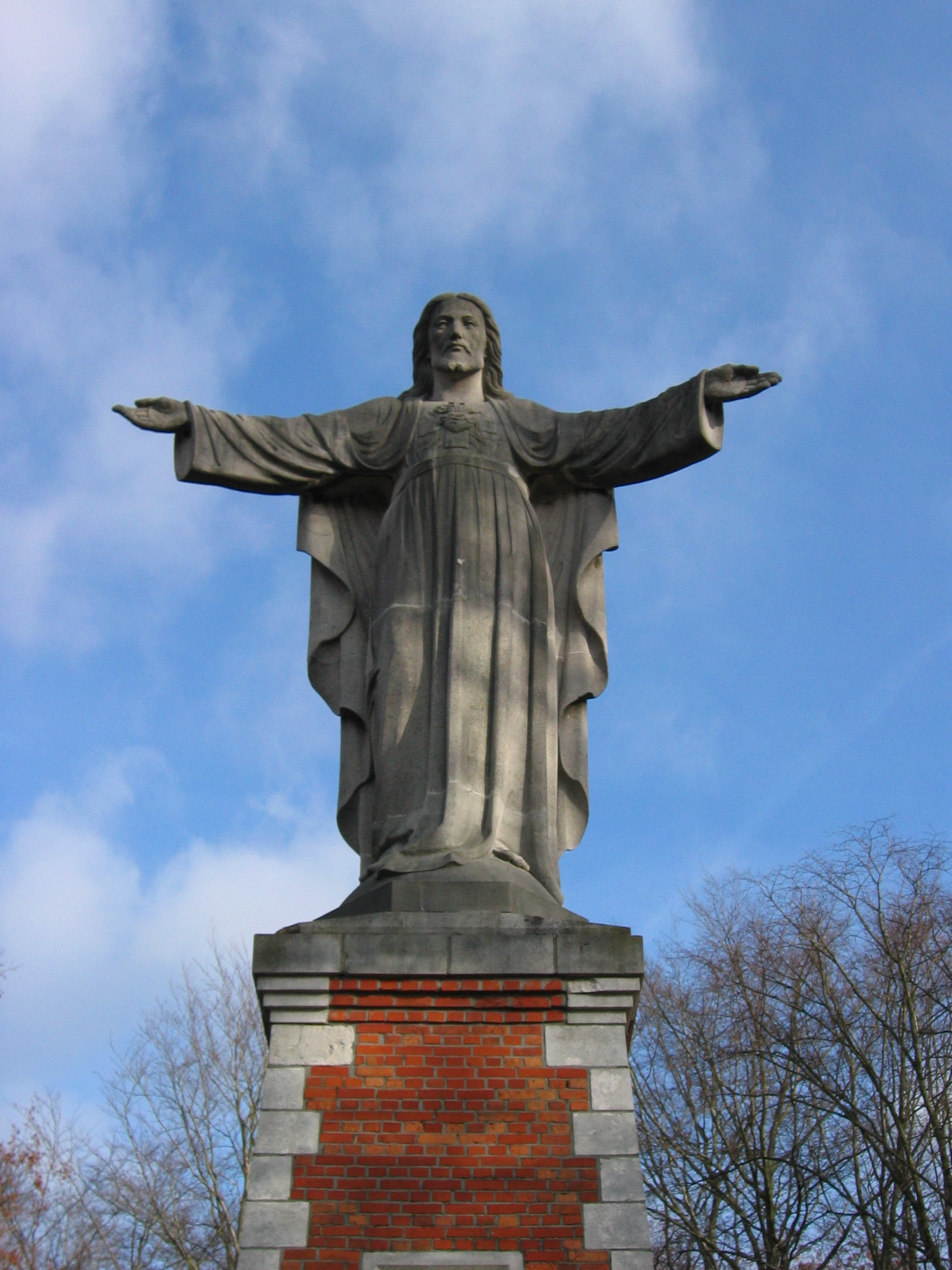
Christusbeeld op de Wijngaardberg

## Wetenswaardigheden
- Wezemaal heeft een eigen treinstation: Station Wezemaal.
- Filosofe Patricia De Martelaere (1957-2009) is in Wezemaal overleden.
- Jan De Meersman, veroordeeld voor assisen wegens moord op zijn minnares, was afkomstig uit Wezemaal.

## Nabijgelegen kernen
Wilsele-Putkapel, Holsbeek, Heikant, Gelrode, Nieuwrode
Deelgemeenten: Rotselaar · Werchter · Wezemaal

Belgische gemeenten · Arrondissement Leuven · Vlaams-Brabant · Vlaanderen